# 沈振盈
沈振盈（英語：Louie Shum Chun Ying，1963年6月27日—），香港股評人、專欄作家以及節目主持人，前訊滙證券行政總裁，自2000年開始撰寫專欄文章。在2007年沈振盈提出一股不留，因此多次被高登討論區網民批評其股市預測不準確，到2008年股市因樂士復牌引起斬倉危機，導致股市全面崩塌，而獲稱作「沈大師」或「沈判」，又被冠以「燈神」綽號。

## 簡歷
沈振盈在香港出生，籍貫廣東廣州番禺，1977年畢業於新法書院小學部，與香港金融管理局總裁余偉文為同窗。1982及1987年，他分別畢業於新法書院中五年級和香港中文大學工商管理學院（主修企業管理，副修財務學），並到股票行當管理見習生，87股災後離開投資金融業。他先後做過貿易公司及快餐公司市場推廣，1992年還是選擇重回經紀行業；2000至2015年曾在《香港蘋果日報》撰寫專欄「實戰理論」，2006和2014年開始不定期擔任無綫電視《交易現場》股評人，以及與銀河證券業務部發展董事羅尚沛一起主持網絡財經台（Raga Finance）節目《錢錢錢打到嚟》。
2018年8月，訊滙証券母公司訊匯金融集團旗下另一間子公司「匯凱金業」，因涉及倫敦金騙案而被港島總區重案組徹查，事後沈振盈澄清案件與其管理的訊滙証券無關。不過在2019年8月，訊滙証券就基於一系列內部監控措施缺失，未能確保符合適用的監管規則與規定，而被證監會裁定違規和罰款500萬港元。2021年10月，他為無綫財經·資訊台主持節目《有錢淘》。
2024年1月31日，60歲的沈振盈宣告「退休」，辭去訊匯證券行政總裁職務。他說證券行工作壓力很大，兩年前輕微中風後已有辭職打算，
但退休後仍然會做股評及節目。

## 外部連結
- 沈振盈的Facebook專頁
- 動向教育中心 - ACEC （页面存档备份，存于）
- 錢錢錢打到嚟 - RagaFinance財經台 （页面存档备份，存于）
- 實戰理論 沈振盈〡港股策略王 （页面存档备份，存于）